# Perondi
Perondi é uma comuna (em albanês:  komuna) da Albânia localizada no distrito de Kuçovë, prefeitura de Berat.